# Sergio Bronzi
Sergio Bronzi (La Spezia, 6 marzo 1912 – Masia de Las Fuentes, 14 luglio 1938) è stato un militare italiano, decorato con la medaglia d'oro al valor militare alla memoria nel corso della guerra di Spagna.

## Biografia
Nacque a La Spezia il 6 marzo 1912, figlio di Cesare e Gerolama Foce.
Studente del quarto anno presso l'Istituto nautico di Genova ed iscritto alla leva marittima nel Compartimento navale di La Spezia, nel 1934, in quello stesso anno fu trasferito al Regio Esercito ed ammesso a frequentare il corso allievi ufficiali di complemento a Spoleto. Promosso sottotenente dell'arma di fanteria nel settembre 1935, prestò servizio nel 127º Reggimento fanteria, venendo posto in congedo nel gennaio 1936. Messo a disposizione del Comando Generale della Milizia Volontaria Sicurezza Nazionale col grado di capomanipolo, venne inviato in missione speciale oltremare in Spagna, imbarcandosi a Gaeta il 22 gennaio 1937. Assegnato al 734ª Bandera "Inflessibile", 7º Reggimento fanteria, Divisione CC.NN. "23 marzo", si distinse subito in combattimento con la 630ª Bandera "Ardita", venendo decorato con una croce di guerra al valor militare, e successivamente con una medaglia d'argento al valor militare nel corso del 1937. Rimasto gravemente ferito nel combattimento di Masia de Las Fuentes il 13 luglio 1938, si spense il giorno successivo presso l'ospedale da campo n. 2. Per onorarne il coraggio fu insignito della medaglia d'oro al valor militare alla memoria con Regio Decreto del 1 giugno 1939.

### Fonti
1. 1 2 3 4 5 6 7  Combattenti Liberazione.
2. ↑   Bollettino ufficiale delle nomine, promozioni e destinazioni negli ufficiali e sottufficiali del R. esercito italiano e nel personale dell'amministrazione militare, 1939,  p. 1439. URL consultato il 12 marzo 2022.
3. ↑  Medaglie d'oro al valor militare sul sito della Presidenza della Repubblica
4. ↑  Registrato alla Corte dei conti addì 17 agosto 1939,  guerra, registro 27, foglio 441.
5. ↑  Registrato alla Corte dei conti il 29 agosto 1938, Guerra registro 24, foglio 251.